# Domnall Gerrlámhach
Domnall Gerrlámhach (m. 1135), también conocido como Domnall Gerrlámhach Ua Briain, Domnall mac Muirchertaig y Domnall Ua Briain, fue un oscuro miembro de la familia Uí Briain Rey de Dublín. Era uno de los hijos de Muirchertach Ua Briain, Gran Rey de Irlanda. El padre de Domnall parece haberle instalado como Rey de Dublín a finales del siglo XI - comienzos del XII, lo que sugiere que era el sucesor designado por su padre. Pese a que obtuvo una victoria notable en la defensa del Reino de Dublín frente a una posible invasión del Reino de Leinster en 1115, no obtuvo los logros de su padre. Después de su expulsión final de Dublín por Toirdelbach Ua Conchobair, Rey de Connacht, y la muerte de su padre, Domnall desaparece de los registros hasta su muerte en 1135. Puede que le sobrevivieran dos hijos.

## Contexto

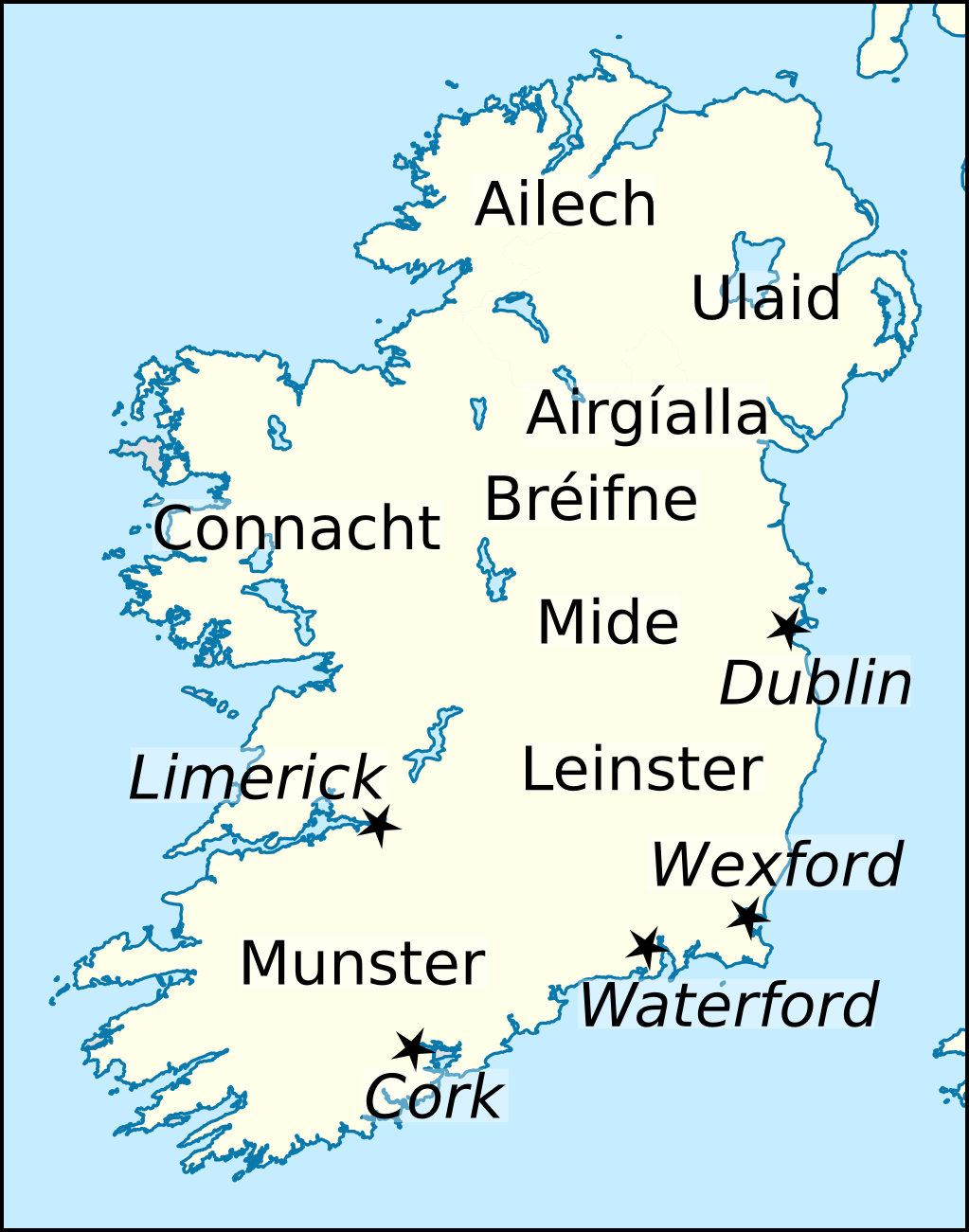
Ubicaciones de significativos asentamientos nórdico-gaélicos, incluyendo el Reino de Dublín, y reinos irlandeses importantes, incluyendo Reino de Munster.

Domnall fue uno de los dos hijos recordados de Muirchertach Ua Briain, Gran Rey de Irlanda; el otro era Mathgamain. Domnall era miembro de los Uí Briain, una rama de los Dál Cais, descendientes del epónimo Brian Bóruma mac Cennétig, Gran Rey de Irlanda. La madre de Domnall fue Derb Forgaill, hija de Lethlobar Ua Laidcnén, Rey de Airgíalla. Los anales de Tigernach del siglo XIV atribuyen a Domnall el epíteto gerrlámhach ("brazos cortos") lo que puede indicar—si el término es tomado literalmente—que  padecía alguna clase de deformidad.
Muirchertach Ua Briain era uno de tres hijos de Toirdelbach Ua Briain, Gran Rey de Irlanda, que se aseguró el control del Reino de Munster en los años 1060 antes de obtener el Trono Supremo de Irlanda menos de una década más tarde. En 1075, en un acto de señorío sobre el Reino de Dublín, Toirdelbach Ua Briain nombró a Muirchertach Ua Briain Rey de Dublín, siguiendo un precedente establecido por Diarmait mac Maíl na mBó, Rey de Leinster, y anterior pretendiente al trono de Irlanda, que había hecho lo mismo con su hijo Murchad, en 1052. Cuándo Toirdelbach Ua Briain finalmente murió en 1086, sus se disputaron violentamente el trono de Munster antes de que Muirchertach Ua Briain consiguiera imponerse. Hacia 1091, Muirchertach parece haber recuperado el control de Dublín, solo para perderlo a manos de Gofraid Crobán, Rey de las Islas, que lo unió al Reino de las Islas. El reinado de Gofraid en Irlanda fue breve, ya que Muirchertach Ua Briain le expulsó de Dublín en 1094. Después de la muerte de Gofraid al año siguiente, Muirchertach Ua Briain nombró a su propio sobrino, Domnall mac Taidc, como Rey de las Islas. La influencia de Uí Briain en las Islas fue igualmente breve, ya que Domnall mac Taidc fue aparentemente forzado a abandonar la zona, y Magnús Óláfsson, el rey de Noruega tomó el control no solo de las Isles, sino quizás incluso de Dublín, antes de caer en batalla en 1103. Más tarde en 1111, Domnall mac Taidc recuperó temporalmente el trono de las Islas en una acción a la que se pudo oponer su tío. Las razones para que Domnall mac Taidc abandonara las Islas son inciertas. Pese a que pudo haber sido expulsado por los propios isleños, pudo también haber regresado a Irlanda para aprovecharse de la frágil salud de Muirchertach Ua Briain.

## Reinado de Dublín

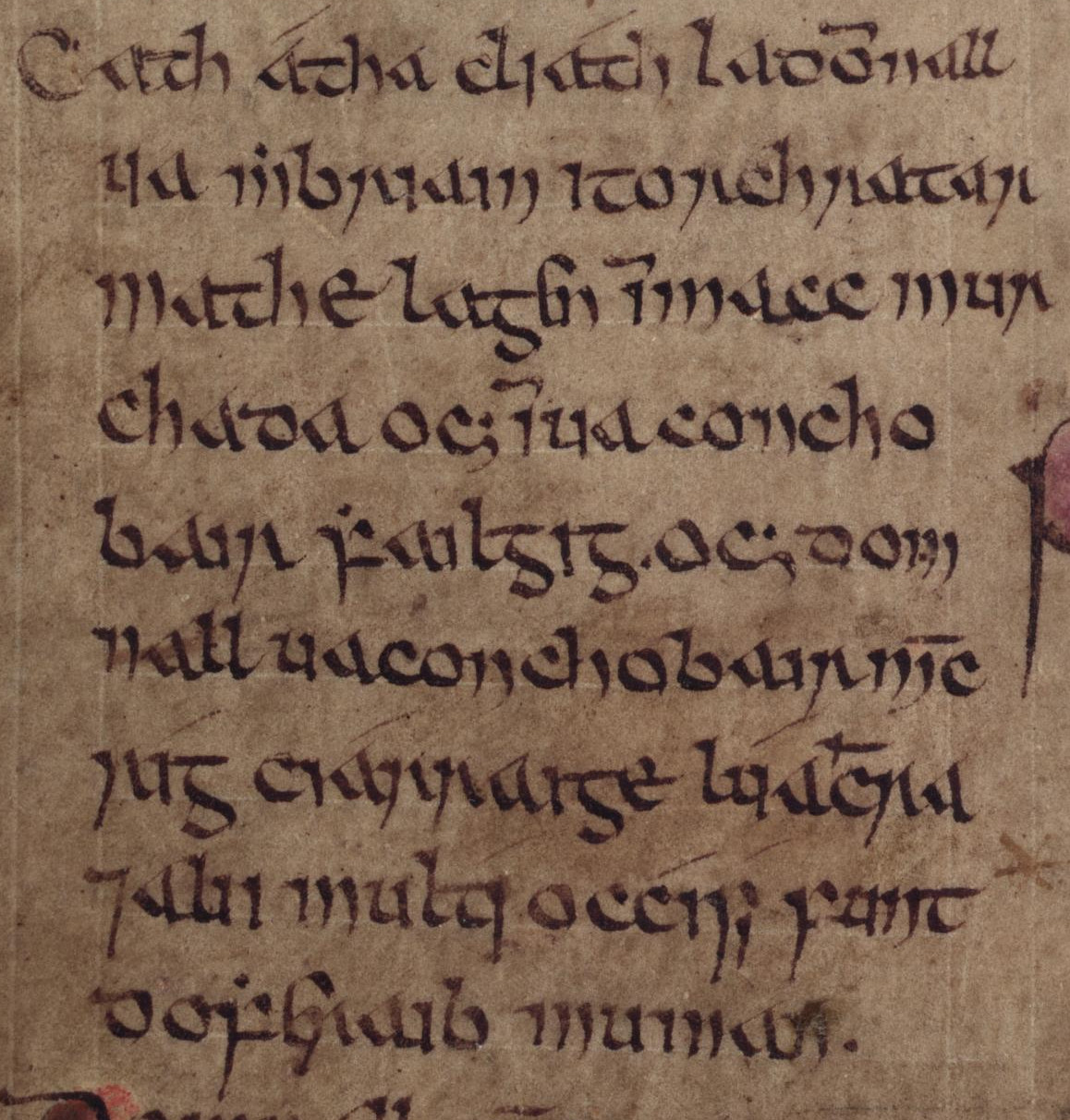
Extracto de folio 34r de Oxford Bodleian Library Rawlinson B 503 (los Anales de Inisfallen) respecto a la participación de Domnall en la defensa de Dublín en 1115. El nombre de Domnall aparece en la parte superior.

En 1114, el poder de Muirchertach Ua Briain comenzó a desaparecer. El trono de Munster fue ocupado temporalmente por su medio hermano Diarmait Ua Briain. La noticia de una donación a la Christ Church Cathedral, en la que Domnall recibe el tratamiento de "Rey de Irlanda", parece sugerir que intentaba presentar una candidatura al trono. De hecho, en el Mac Carthaigh's Book del siglo XV, se afirma claramente que Domnall fue instalado por su padre en el trono de Dublin en 1114. Aunque los problemas de Muirchertach Ua Briain se aclararon con la muerte de Domnall mac Taidc en 1115, en ese mismo año, los co-reyes de Leinster—Donnchad mac Murchada and Conchobar Ua Conchobair Failge, rey de Uí Failge—aprovecharon el declive de Muirchertach e intentaron hacerse con el control de Dublin mediante un ataque la ciudad. El padre y el abuelo de Domnall habían evitado que Leinster controlara Dublin durante los últimos cuarenta años. Más aún, no solo Conchobar había sido un riva del padre de Domnall, sino que Donnchad tenía argumentos para pretender el trono de Dublin, ya que estaba casado con la hermana de Domnall mac Taidc, y su padre y abuelo Murchad and Diarmait mac Maíl na mBó—habían sido reyes de la ciudad.
La perspectiva de ser sometidos al cercano Leinster, frente al más distante y débil señorío de Munster, llevaron a los dublineses a enfrentarse a los hombres de Leinster. En la batalla que sucedió, registrada tanto en los Anales de Úlster como en los Anales de Inisfallen, revelan que Domnall dirigió las fuerzas de Munster a la victoria. Considerando la debilitada posición de Munster su triunfo tuvo un mérito especial. Desafortunadamente Donnchad murió en la batalla y, según el testimonio de Giraldus Cambrensis, los dublineses enterraron su cuerpo con el de un perro para agraviar aún más a Leinster. Es incierta la fecha en la que Domnall obtuvo el reino de Dublín. Su padre le podía haber instalado como paso previo para acceder al trono de Irlanda, o quizás tras el derrocamiento de Gofraid Crobán en 1094—a pesar de que no es imposible que Domnall mac Taidc fuera instalado como rey en este punto. Otra posibilidad es que Domnall hubiera sido nombrado rey no mucho antes de su victoria sobre Leinster —quizás ante la declinante salud de su padre en 1114— o no mucho después de su exitosa defensa de Dublín. En cualquier caso, el reinado de Domnall indica que Muirchertach Ua Briain era el tercer pretendiente consecutivo al título de Gran Rey en nombrar a su sucesor como rey de Dublín.
A pesar de que Muirchertach Ua Briain se recobró lo suficiente como para recuperar poder en Munster ese mismo año, perdió Dublín ante el pariente y sucesor de Donnchad, Diarmait mac Énna meic Murchada, Rey de Leinster, que murió allí en 1117. Entretanto, a medida que el poder de Muirchertach Ua Briain se desvanecía, la autoridad de Toirdelbach Ua Conchobair, Rey de Connacht, iba en aumento. En 1118, varias fuentes, como los Anales de Lough Cé, escritos en el siglo XVI, los Anales de los cuatro maestros del siglo XVII, el Chronicon Scotorum del siglo XII y los Anales de Tigernach, indican que Toirdelbach Ua Conchobair consiguió el control de Dublín. De hecho, esta última fuente especifica que expulsó a Domnall del trono de una vez por todas, revelando que Domnall había recuperado la corona tras la muerte de Diarmait mac Énna en 1117. A pesar de que esta fuente también relata que rehenes de la "mitad del norte de Irlanda" fueron recuperados de Dublín por Toirdelbach Ua Conchobair, una declaración quizás indicativa del poder que Domnall manejaba para preservar sobre los reinos del norte, en otro tiempo firmemente bajo la suzeranía de su padre. La victoria de Domnall en Dublín marcó el principio del fin de la dominación de Munster sobre Dublín. Antes de la muerte de Muirchertach Ua Briain en 1119, Domnall se vio obligado a entregar el reino de Munster a su medio-hermano. Cuándo este último falleció en 1118, Toirdelbach Ua Conchobair dividió el reino entre Tadc Mac Carthaig, que recibió Desmond, y los hijos de Diarmait Ua Briain, que recibieron Thomond. Domnall quedó excluido del reparto.

## Muerte

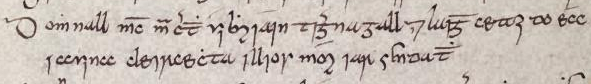
Exctracto del folio 486v de Dublín Academia irlandesa Real C iii 3 (los Anales de los Cuatro Maestros), un manuscrito del siglo XVII que documenta la muerte de Domnall en 1135. La entrada del anal llama literalmente a Domnall señor de "los extranjeros" y de Leinster.

Después Domnall desaparece de la historia hasta su muerte, ya anciano en Lismore, datado por los Anales de los Cuatro Maestros en 1135. Su obituario en los anales le describe como una vez señor de Leinster, lo que puede evidenciar que pudo intentar gobernar Leinster en algún punto en su carrera. Los Anales de Tigernach aparentemente también registran la muerte de Domnall, pese a que la entrada le identifica como nieto de Muirchertach Ua Briain. Mucho tiempo después en 1157, Muirchertach Mac Lochlainn, Rey de Cenél nEógain, y pretendiente al título de Rey Supremo, invadió Munster y forzó la sumisión de Diarmait Mac Carthaig; después, expulsó a Toirdelbach mac Diarmata Uí Briain—hijo de Diarmait Ua Briain, tío de Domnall—y le reemplazó con otro miembro de la dinastía Uí Briain, Conchobar mac Domnaill Uí Briain, Rey de Ormond. Este último era probablemente hermano de Lughaid mac Domnaill Uí Briain que murió en la batalla de Móin Mhór en 1151. Ambos hombres—Conchobar y Lughaid—bien podría haber sido hijos del propio Domnall, aunque también existe la posibilidad de que fueran hijos de su primo Domnall mac Taidc.

## Citas
1. ↑  Duffy (1993b).
2. ↑  Duffy (1992).
3. ↑  Downham (2018); O'Byrne (2005b); O'Byrne (2005c).
4. ↑  Duffy (1993b) p. 15.
5. ↑  Duffy (1992) p. 116 n. 111; Pender (1951) p. 147 (§ 1935).
6. ↑  Jefferies (2005); Bracken (2004a).
7. ↑  Candon (2006) p. 118; Bracken (2004a).
8. ↑  The Annals of Tigernach (2010) § 1118.5; Duffy (2006) p. 71; Annals of Tigernach (2005) § 1118.5; Duffy (2005b); Duffy (1992) p. 116 n. 111.
9. ↑  Duffy (2005b); Hudson, B (2005b); Bracken (2004a).
10. ↑  Hudson, B (2005b); Jefferies (2005).
11. ↑  MacCotter (2017); Duffy (2005b); Bracken (2004a); Bracken (2004b); Duffy (1993b) p. 15; Duffy (1992) p. 103.
12. ↑  Hudson, B (2005a); Hudson, BT (2004); Duffy (1993a) p. 34; Duffy (1993b) pp. 14–15; Duffy (1992) pp. 99–100, 103.
13. ↑  Duffy (2005b); Bracken (2004a); Duffy (1993b) p. 15.
14. ↑  Duffy (2005b); Ryan (1949) pp. 76–77.
15. ↑  Duffy (1993a) pp. 35–36; Duffy (1992) pp. 108–110; Duffy (1993b) p. 16; Ryan (1949) p. 77.
16. ↑  Duffy (1993b) p. 16.
17. ↑  Ní Mhaonaigh (2018) p. 146, 146 nn. 83–84; Candon (2006) p. 116; Duffy (2002) p. 57; Duffy (1993b) p. 16; Duffy (1992) pp. 108–110.
18. ↑  Duffy (2002) pp. 57–59; Duffy (1993b) p. 16; Duffy (1992) pp. 110–113.
19. ↑  Duffy (2002) pp. 57 n. 11, 59; Duffy (1993b) p. 16; Duffy (1992) pp. 114–115.
20. ↑  Hudson, BT (2005) p. 5.
21. ↑  Duffy (2002) p. 60; Duffy (1992) p. 115.
22. ↑  Annals of Inisfallen (2010) § 1115.8; Annals of Inisfallen (2008) § 1115.8.
23. ↑  Duffy (2002) p. 60; Duffy (1993a) p. 40; Duffy (1992) pp. 115–116.
24. ↑  Duffy (2006) p. 72.
25. ↑  Mac Carthaigh's Book (2010a) § 1114.3; Mac Carthaigh's Book (2010b) § 1114.3; Flanagan (1989) p. 88 n. 19; Candon (1988) p. 401.
26. ↑  Duffy (2005b).
27. ↑  Downham (2018) pp. 268–269; The Annals of Ulster (2012) § 1115.4; Annals of Inisfallen (2010) § 1115.8; Annals of Inisfallen (2008) § 1115.8; The Annals of Ulster (2008) § 1115.4; O'Byrne (2005b); Duffy (1992) pp. 115–116; Ó Corráin (1971) pp. 24–25.
28. ↑  Duffy (1993b) p. 17.
29. ↑  Ó Corráin (1971) p. 25.
30. ↑  Duffy (1992) pp. 115–116, 115 n. 109.
31. ↑  Duffy (2002) p. 55, 55 n. 7; Duffy (1992) p. 105, 105 n. 59.
32. ↑  Duffy (1992) pp. 116.
33. ↑  Downham (2018) pp. 268–269; The Annals of Ulster (2012) § 1115.4; Annals of Inisfallen (2010) § 1115.8; Annals of Inisfallen (2008) § 1115.8; The Annals of Ulster (2008) § 1115.4; O'Byrne (2005b); Duffy (1992) pp. 115–116; Ó Corráin (1971) pp. 24–25.
34. ↑  Duffy (2006) p. 72.
35. ↑  Downham (2018) pp. 268–269; Byrne (2008) p. 26; Duffy (1992) p. 116; Ó Corráin (1971) p. 25.
36. ↑  Duffy (2005a) p. 359; Clarke (1993) p. 6; Duffy (1993b) p. 17; Duffy (1992) p. 116; Scott; Martin (1978) p. 67; Wright; Forester; Hoare (1905) p. 213.
37. ↑  Byrne (2008) p. 26.
38. ↑  MacCotter (2017); Flanagan (2008) p. 907.
39. 1 2  Bracken (2004a).
40. ↑  Duffy (1992) p. 116, 116 n. 112; Ó Corráin (1971) p. 25.
41. ↑  Candon (1988) p. 401.
42. ↑  Ó Corráin (2001a) p. 103; Ó Corráin (2001b) p. 26; Ó Corráin (n.d.) p. 35.
43. ↑  Duffy (1992) pp. 116–117; Duffy (1993b) pp. 14–17.
44. ↑  Duffy (1992) p. 116; Ó Corráin (1971) p. 25; Ryan (1949) p. 77.
45. ↑  Duffy (2005b); O'Byrne (2005b); Simms (2004).
46. ↑  Annals of the Four Masters (2013a) § 1118.6; Annals of the Four Masters (2013b) § 1118.6; Chronicon Scotorum (2012) § 1118; Chronicon Scotorum (2010) § 1118; The Annals of Tigernach (2010) § 1118.5; Chronicon Scotorum (2008) § 1118.7; Annals of Tigernach (2005) § 1118.5; Chronicon Scotorum (2005) § 1118.7; Duffy (1993a) p. 40; Candon (1988) p. 401; Ryan (1949) p. 77.
47. ↑  Flanagan (2008) p. 917; O'Byrne (2005c); Duffy (1992) pp. 116–117; 116 n. 112; Candon (1988) p. 401.
48. ↑  Duffy (1992) p. 117.
49. 1 2  Duffy (2005b).
50. ↑  Duffy (1992) p. 116; Duffy (2006) p. 71.
51. ↑  Duffy (1992) p. 116.
52. ↑  Duffy (2006) p. 72; Duffy (2005b).
53. ↑  Byrne (2008) p. 30; Flanagan (2008) p. 917; Campbell (2005); Duffy (2005b); Bracken (2004a); Simms (2004).
54. ↑  Annals of the Four Masters (2013a) § 1135.5; Annals of the Four Masters (2013b) § 1135.5.
55. ↑  Annals of the Four Masters (2013a) § 1135.5; Annals of the Four Masters (2013b) § 1135.5; Duffy (2006) p. 71; Duffy (1992) p. 117 n. 117; Kelleher (1988) p. 23 n. 4.
56. ↑  The Annals of Tigernach (2010) § 1135.11; Annals of Tigernach (2005) § 1135.11; Kelleher (1988) p. 23 n. 4.
57. ↑  O'Byrne (2005a); Kelleher (1988) p. 23.
58. ↑  Kelleher (1988) p. 23.
59. ↑  Kelleher (1988) pp. 23 n. 4, 24–26.
60. ↑  Kelleher (1988) p. 23 n. 4.